# Safe Harbour
Safe Harbor é uma minissérie de drama e suspense australiana criada por Belinda Chayko, Matt Cameron e Phil Enchelmaier, e transmitida pela primeira vez na SBS em 7 de março de 2018.

## Sinopse
A história começa quando um grupo de cinco amigos embarca em uma viagem de iate de Brisbane à Indonésia. No caminho, eles encontram um barco lotado de refugiados. Os amigos, portanto, decidem ajudá-los, o que leva a uma série de acontecimentos trágicos.

## Elenco
- Ewen Leslie ... Ryan Gallagher
- Leeanna Walsman ... Bree Gallagher
- Joel Jackson... Damien Pascoe
- Phoebe Tonkin ... Olivia Gallagher
- Hazem Shammas ... Ismail Al-Bayati
- Nicole Chamoun ... Zahra Al-Bayati
- Jacqueline McKenzie ... Helen Korczak
- Robert Rabiah ... Bilal Al-Bayati
- Yazeed Daher ... Asad Al-Bayati
- Ella Jaz Macrokanis ... Maddie Gallagher
- Callum Aston ... Lachlan Gallagher
- Maha Riad ... Yasmeen Al-Bayati
- Pacharo Mzembe ... Matou
- Pip Miller ... Graham Newland

## Recepção
Luke Buckmaster, do jornal britânico The Guardian, deu 4 de 5 estrelas () a minissérie e disse: "O elenco é uniformemente excelente, liderado pelo desempenho diferenciado, complexo e cativante de [Ewen] Leslie".

## Prêmios e indicações
| 2018 | AACTA Awards                     | Melhor Roteiro de Televisão    | Belinda Chayko | Venceu   |
| 2018 | Seoul International Drama Awards | Melhor Minissérie              | Safe Harbour   | Indicado |
| 2018 | Logie Awards                     | Melhor Ator Coadjuvante        | Hazem Shammas  | Venceu   |
| 2018 | Logie Awards                     | Melhor Ator                    | Ewen Leslie    | Indicado |
| 2019 | Emmy Internacional               | Melhor Telefilme ou Minissérie | Safe Harbour   | Venceu   |